# Pitiriasi versicolor
La pitiriasi versicolor, també coneguda com a tinya versicolor, és una condició caracteritzada per una erupció cutània en el tronc i les extremitats proximals. Investigacions recents han demostrat que la majoria de la pitiriasi versicolor és causada per Malassezia globosa tot i que la M. furfur és responsable d'un nombre petit de casos. Aquests llevats es troben normalment a la pell humana, i només arriben a provocar el trastorn en determinades circumstàncies, com en un ambient càlid i humit, tot i que les condicions exactes de l'inici de la causa de la malaltia són poc coneguts. La pitiriasi versicolor va ser identificada per primera vegada el 1846.

## Símptomes
Els símptomes inclouen:
- Generalment taques ovalades o de formes irregulars de 0,6-2,5 cm de diàmetre, sovint es fusionen per formar un pedaç més gran
- Ocasionalment presenten una fina descamació.
- De color més pàl·lid, més fosc, o de color rosa, amb un to vermellós que es pot enfosquir quan el pacient té la pell calenta, com en una dutxa d'aigua calenta o durant i després de l'exercici.[6]
- Vora ben definida.[7]
- Algunes vegades pot provocar "punxades" de pruïja a les zones afectades, en general quan la temperatura corporal de la persona augmenta per l'exercici o en un ambient càlid, però la persona no ha començat encara la sudoració.

Aquestes taques solen afectar l'esquena, aixelles, part superior del braç, pit, cames i coll. De vegades també pot estar present a la cara. Els llevats sovint es poden observar amb el microscopi de les mostres de les lesions i en general tenen un aspecte anomenat "de fideu i de bola de carn", ja que els llevats produeixen filaments.
En les persones amb tons de pell fosca, els canvis en la pigmentació, com la hipopigmentació (pèrdua del color) són comuns, mentre que en les persones amb color de pell més clara, la hiperpigmentació (augment del color de la pell) són més comuns. Aquestes decoloracions han portat a l'expressió "fong del sol".

## Prevalença
La tinya versicolor és comuna. S'estima que entre el 2 i el 8% de la població dels Estats Units la té. Aquesta malaltia de la pell afecta comunament als adolescents i adults joves, especialment en climes càlids i humits. Es creu que el llevat s'alimenta dels olis de la pell (lípids), així com les cèl·lules mortes de la pell. Les infeccions són més comuns en persones que tenen dermatitis seborreica, caspa, i hiperhidrosi.

## Tractament

### Farmacològics
Comercialitzats al mercat espanyol inclouen:
- Antimicòtics tòpics: sulfur de seleni (Bioselenium) aplicat a la pell seca i després es retira després de 10 minuts, a repetir durant el dia durant 2 setmanes.[12] El ciclopiroxolamina (Ciclochem, Ciclopirox olamina, Cicloseb; en solució) és un tractament alternatiu al ketoconazole, ja que suprimeix el creixement dels llevats de Malassezia furfur. Els resultats inicials mostren una eficàcia similar al ketoconazole (Ketoconazol, Fungarest, Ketoisdin; en gel) amb un augment relatiu en l'alleujament dels símptomes subjectius, causa de les seves inherents propietats antiinflamatòries.[13]

- Antimicòtics orals: com a únic medicament inclouen 400 mg de ketoconazole o fluconazole en una dosi única, o ketoconazole 200 mg al dia durant 7 dies, o itraconazole[14][15] 400 mg diaris durant 3-7 dies. Els règims de dosi única, o els de teràpia pulsàtil, poden ser més eficaços quan el pacient fa exercici d'1-2 hores després de la dosi, per induir la sudoració. La suor s'evapora, i si la dutxes es retarda un dia, deixa una pel·lícula de medicació en la pell.[16][16] Els mencionats estan comercialitzats com a EFG.

### Fitoteràpics
Cert èxit amb la Cassia alata s'ha informat. La recurrència és comú i pot ser reduït mitjançant l'aplicació intermitent dels agents tòpics (com l'oli d'arbre del te) o afegint una petita quantitat de xampú anti-caspa per a l'aigua utilitzada per banyar-se.